# Krystyna Czajkowska
Krystyna Czajkowska-Rawska (ur. 25 kwietnia 1936 w Sosnowcu) – polska siatkarka, dwukrotna medalistka olimpijska.
Absolwentka Akademii Wychowania Fizycznego w Warszawie. Reprezentantka klubów: Górnik Katowice, AZS-AWF Warszawa i Kolejarz Katowice.
W reprezentacji Polski w latach 1955–1968 wystąpiła 228 razy. Dwa razy uczestniczyła w Igrzyskach Olimpijskich, w 1964 w Tokio i w 1968 w Meksyku, za każdym zajmując trzecie miejsce i zdobywając brązowy medal. Z reprezentacją zdobyła także brązowy medal mistrzostw świata w 1962, dwa srebrne medale mistrzostw Europy w 1963 i 1967 oraz brązowy w 1958.
Dziesięciokrotna medalistka mistrzostw Polski (8 złotych medali, 1 srebrny, 1 brązowy medal). Dwukrotnie w 1961 i 1963 wraz z AZS-AWF Warszawa zajęła drugie miejsce w Pucharze Europy Mistrzów Krajowych.
Po zakończeniu kariery zawodniczej została trenerką. Prowadzony przez nią Płomień Milowice czterokrotnie zdobywał mistrzostwo kraju.
23 października 2021 r. Krystyna Czajkowska-Rawska otrzymała tytuł Honorowego Obywatela Sosnowca.